# You Are the Only One (utwór muzyczny Siergieja Łazariewa)
You Are the Only One – utwór rosyjskiego piosenkarza Siergieja Łazariewa, wydany w wersji cyfrowej 5 marca 2016 nakładem Universal Music Group. Piosekę napisali John Ballard, Ralph Charlie, Dimitris Kontopoulos i Filipp Kirkorow, który został też producentem nagrania.
Utwór reprezentował Rosję w 61. Konkursie Piosenki Eurowizji, zajął trzecie miejsce w finale konkursu.
5 marca 2016 premierę miał oficjalny teledysk do utworu. Reżyserem wideoklipu został Konstantin Czerepkow.

## Lista utworów
- Digital download[1]

| Nr | Tytuł utworu           | Długość |
| -- | ---------------------- | ------- |
| 1. | „You Are the Only One” | 3:06    |